# Marjorie van de Bunt
Marjorie van de Bunt (Reeuwijk, 1 juli 1968) is een Nederlands wintersporter. Zij was in 1994 de eerste en tot aan de Paralympische Winterspelen 2014 enige Nederlandse die een medaille won op de Paralympische Winterspelen.
Van de Bunt raakte op vijfjarige leeftijd gehandicapt aan haar linkerarm. Acht jaar later begon ze met langlaufen om niet veel later ook aan biatlon deel te nemen. Zij nam deel aan drie Paralympische Winterspelen op de onderdelen biatlon en langlaufen, en won daarop in totaal 10 medailles. Van de Bunt heeft haar actieve sportcarrière inmiddels beëindigd.
Van de Bunt was van 1994 tot 2014 de enige Nederlandse met eremetaal van de Paralympische Winterspelen. Tijdens de Paralympische Winterspelen 2014 trad de Nederlandse snowboardster Bibian Mentel in haar voetsporen met een gouden medaille op de snowboardcross. 

## Paralympische Spelen
| Evenement           | Resultaat | Onderdeel                 |
| ------------------- | --------- | ------------------------- |
| Lillehammer 1994    | goud      | biatlon                   |
| Lillehammer 1994    | brons     | langlaufen, lange afstand |
| Lillehammer 1994    | brons     | langlaufen, middenafstand |
| Lillehammer 1994    | brons     | langlaufen, korte afstand |
| Nagano 1998         | zilver    | langlaufen, middenafstand |
| Nagano 1998         | brons     | biatlon                   |
| Salt Lake City 2002 | goud      | biatlon                   |
| Salt Lake City 2002 | zilver    | langlaufen, lange afstand |
| Salt Lake City 2002 | zilver    | langlaufen, middenafstand |
| Salt Lake City 2002 | zilver    | langlaufen, korte afstand |

## Wereldkampioenschappen
| Evenement          | Resultaat                 | Onderdeel |
| ------------------ | ------------------------- | --------- |
| Crans-Montana 2000 |                           |           |
| zilver             | biatlon                   |           |
| brons              | langlaufen, lange afstand |           |
| brons              | langlaufen, middenafstand |           |